# Bình Đức, Châu Thành (Tiền Giang)
Bình Đức là một xã cũ thuộc huyện Châu Thành, tỉnh Tiền Giang cũ, Việt Nam.

## Địa lý
Địa giới hành chính xã Bình Đức:
- Phía đông giáp với xã Trung An, thành phố Mỹ Tho
- Phía tây giáp xã Song Thuận
- Phía bắc giáp các xã Thạnh Phú, Long Hưng
- Phía nam giáp sông Tiền và xã Thới Sơn (bên kia sông), thành phố Mỹ Tho.

## Hành chính

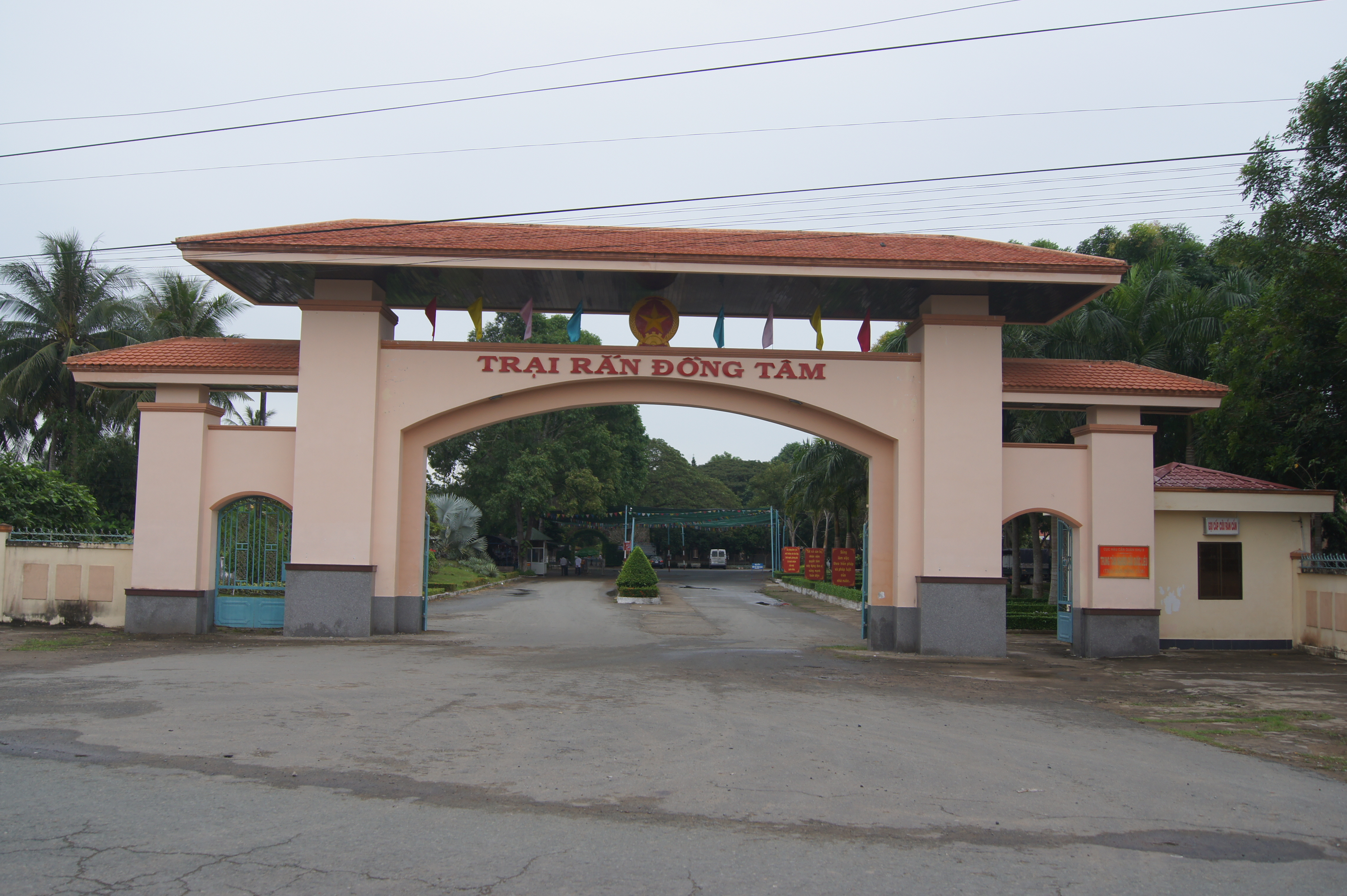
Cổng vào Trại rắn Đồng Tâm

Xã Bình Đức theo số liệu năm 2018, có diện tích 8,69 km², dân số là 9.417 người, mật độ dân số đạt 1.084 người/km². Xã Bình Đức được chia thành 3 ấp:
- Lộ Ngang,
- Tân Thuận A,
- Tân Thuận B.

Phía tây xã là kênh Xáng Long Định, hay còn gọi là kênh Nguyễn Tấn Thành, xã nối với xã Song Thuận bằng một cây cầu bắc qua con kênh này. Phần cuối kênh đổ vào sông Tiền có một vùng nước lớn rộng 23 ha, là một cảng tàu. Chạy dọc theo bờ sông Tiền là tỉnh lộ 864. Khu vực đáng chú ý của xã là Trại rắn Đồng Tâm, trại rắn lớn nhất Đồng bằng sông Cửu Long và lớn nhất khu vực Đông Nam Á.

## Lịch sử
Trong Chiến tranh Việt Nam, Bình Đức là nơi đặt căn cứ quân sự của Hoa Kỳ, gọi là căn cứ Đồng Tâm, được thành lập vào tháng 1 năm 1967. Đây là nơi đồn trú của giang đoàn 117 Hải quân Hoa Kỳ và lữ đoàn 2 thuộc sư đoàn 9 Lục quân Hoa Kỳ. Căn cứ này dùng phục vụ cho hoạt động tác chiến phối hợp trên sông theo chiến thuật "hạm đội nhỏ trên sông".
Năm 2009, để mở rộng địa giới thành phố Mỹ Tho, xã Bình Đức được điều chỉnh phạm vi và nhân khẩu lại, hơn 1/2 dân cư và 35% diện tích sáp nhập vào Mỹ Tho. Cụ thể là 6.830 người và 356,53 ha (hơn 3,5 km²) sáp nhập vào thành phố Mỹ Tho, xã chỉ còn lại 6.649 người và 755,29 ha (hơn 7,5 km²).

## Kinh tế - Xã hội
Chợ lớn nhất là chợ Bình Đức nằm trên tỉnh lộ 864 cạnh ngay bờ sông Tiền. Tỉnh lộ 864 và tỉnh lộ 870 tập trung nhiều cơ sở kinh doanh mua bán của nhân dân trong xã. Nông nghiệp địa phương bao gồm sapo, sầu riêng, nhãn, dừa,...
Xã là nơi đặt nhiều nhà máy nước lớn nhất tỉnh, chủ yếu cung cấp nước sinh hoạt cho Thành phố Mỹ Tho, như nhà máy nước Bình Đức, nhà máy nước Đồng Tâm,...trong đó nhà máy nước Đồng Tâm vận hành từ năm 2011 có công nghệ xử lý nước hiện đại nhất, công suất tối đa 100.000 m³ nước/ngày đêm.
Do tình trạng nhiễm mặn nghiêm trọng đe dọa nông nghiệp địa phương nên chính quyền tỉnh đã cho xây dựng một đập ngăn lớn bằng thép để ngăn mặn, trữ ngọt. Đập được xây nằm trên kênh Xáng Long Định (kênh Nguyễn Tấn Thành) đoạn giữa xã Bình Đức và xã Song Thuận. Đập thép này có quy mô bề mặt rộng 76 mét, lớn nhất vùng Đồng bằng sông Cửu Long. Đập được tiến hành xây dựng vào ngày 20 tháng 2 năm 2020. Đập sẽ phục vụ nước cho khoảng 800 nghìn người dân Tiền Giang, trong đó bao gồm TP.Mỹ Tho, các huyện vùng dự án ngọt hóa Gò Công. Bổ sung nguồn cấp nước cho nhà máy nước Đồng Tâm. Đồng thời, công trình cung cấp một phần nước ngọt cho nhà máy nước ở Rạch Gốc thuộc tỉnh Long An. Quan trọng nhất là bảo vệ 128.000 ha đất nông nghiệp trước tình trạng nhiễm mặn.
Xã Bình Đức ngày nay là khu vực tập trung nhiều cơ sở sửa chữa và đóng tàu lớn nhất Tiền Giang như nhà máy đóng tàu Đồng Tâm, Thanh Hiểu,...và cũng là lớn bậc nhất miền Tây Nam Bộ.

## Ảnh

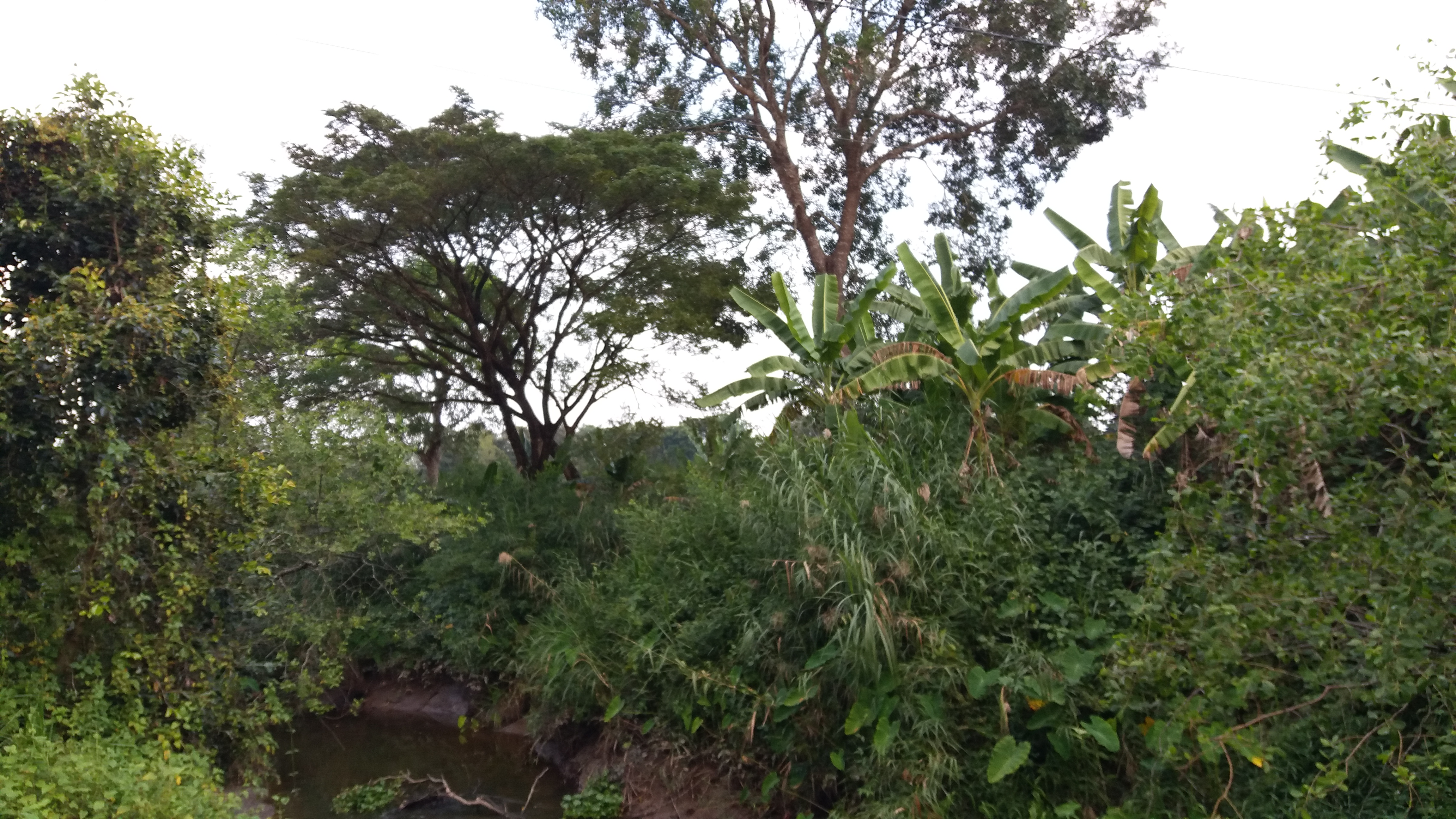
Vùng quê Bình Đức, huyện Châu Thành, Tiền Giang.
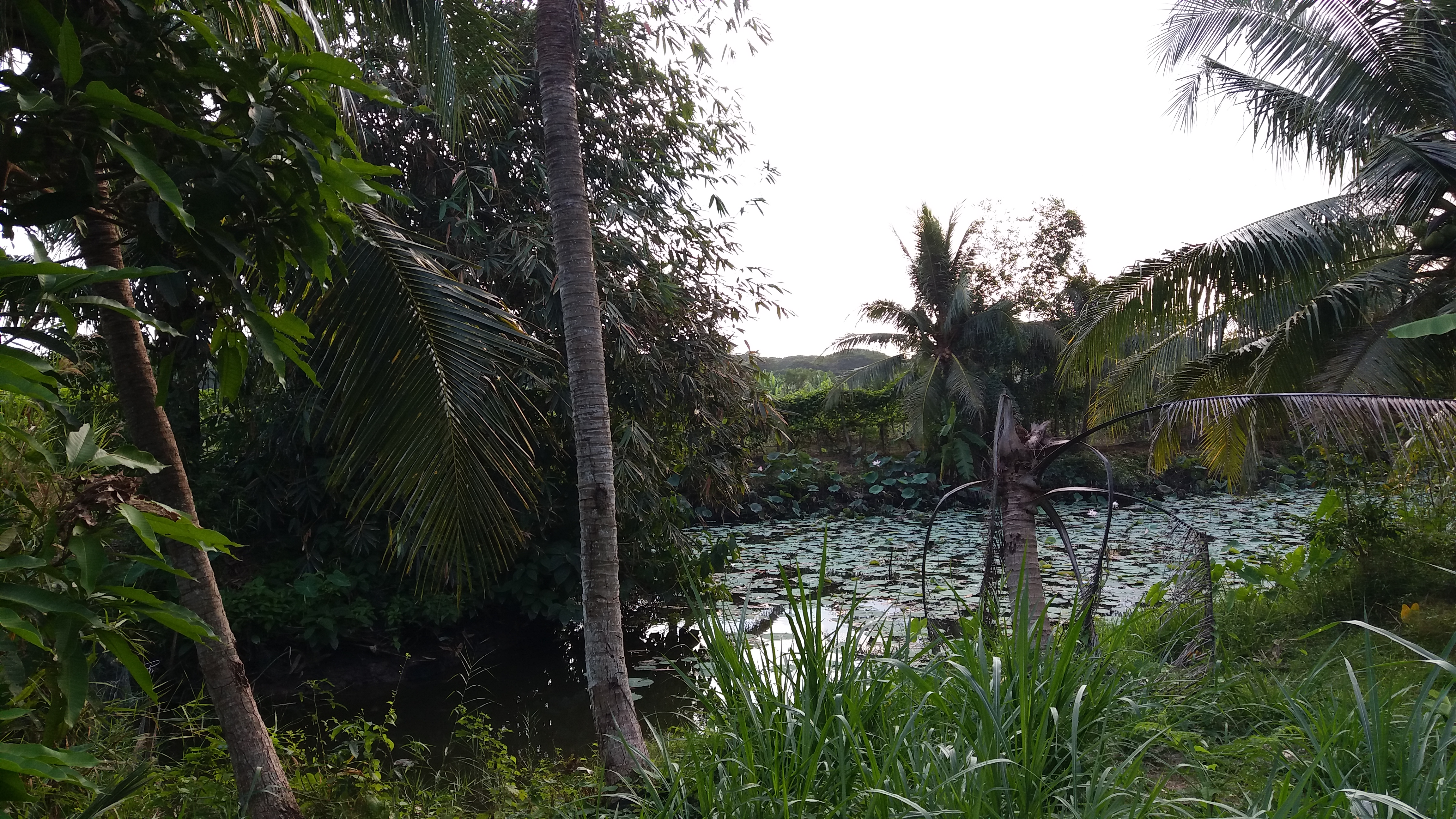
Dòng kênh ở vùng quê Bình Đức.
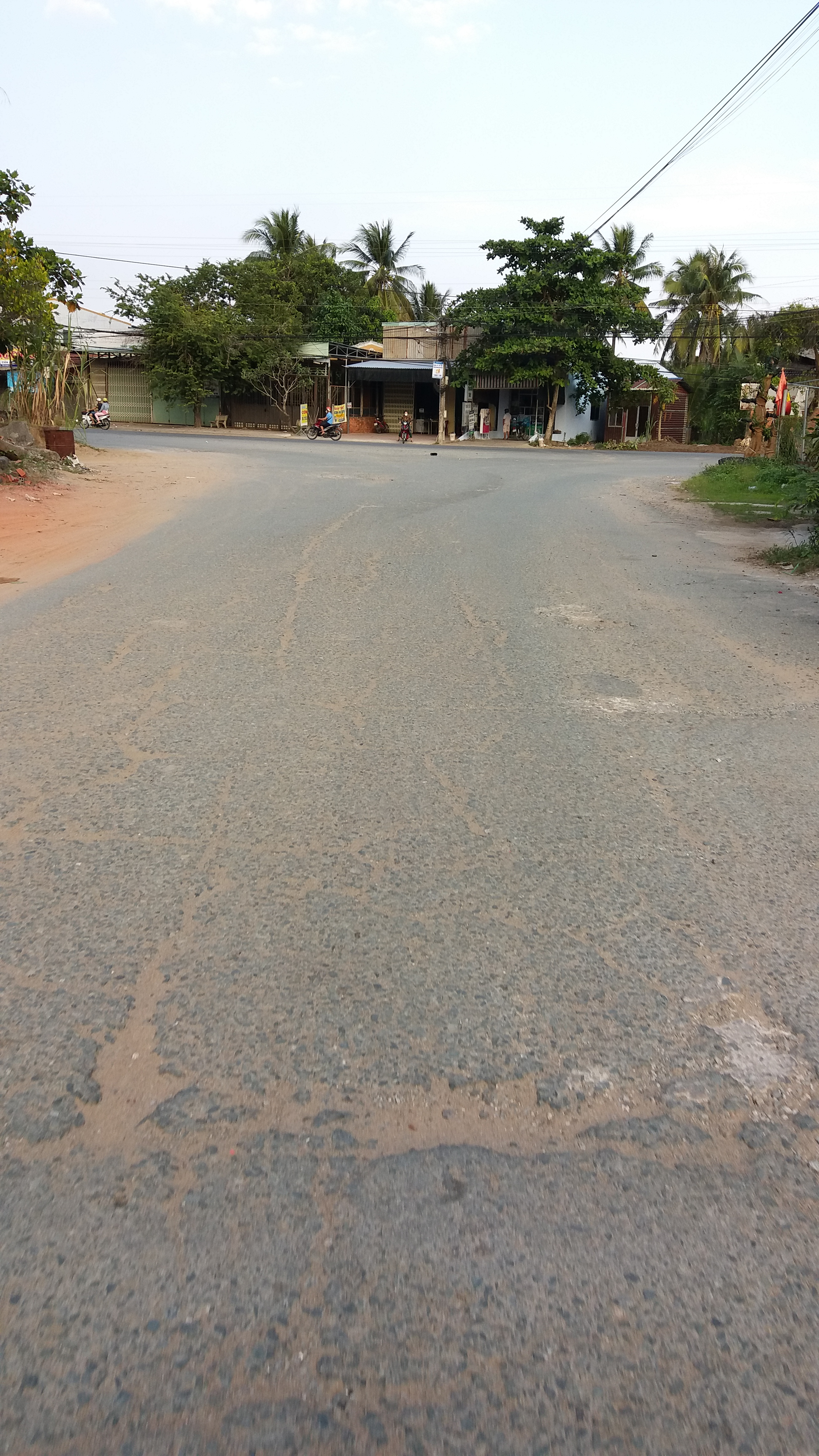
Ngã 3, lối ra tỉnh lộ 870 từ Trại rắn Đồng Tâm.
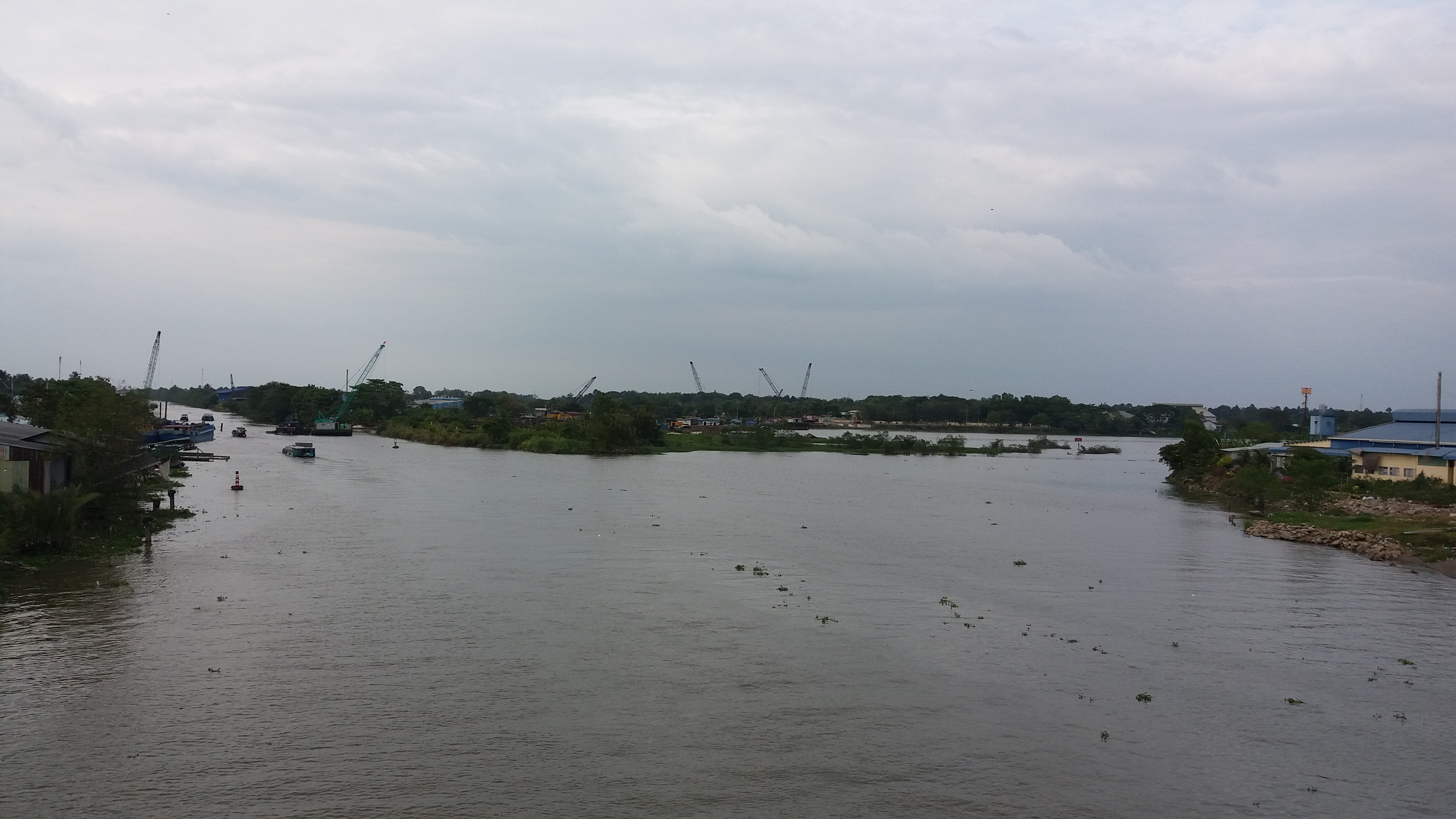
khu vực Vàm Kinh Xáng.